# Едмунд Ліч
Сер Едмунд Рональд Ліч (7 листопада 1910, Сідмут, графство Девоншир, Англія — 6 січня 1989, Кембридж, Англія) — британський соціальний антрополог. Професор Кембриджського університету. Член Британської академії (1972). Президент Королівського антропологічного інституту (1971—1975).

## Життєпис
Народився в англійському місті Сідмут, був наймолодшим сином в родині Вільяма Ліча та Мілдред Брірлі. Його батько був власником та керівником цукрової плантації у північній Аргентині. Едмунд навчався у коледжі Мальборо та коледжі Клер Кембриджського університету, який 1932 року закінчив з відзнакою за спеціалізацією медичні науки. Після закінчення університету в Кембриджі Едмунд чотири роки працював в Китаї. 
Звернувся до антропології під впливом робіт Броніслава Малиновского, у якого навчався в Лондонській школі економічних та політичних наук у 1938-1939 роках. 1938 року проводив польові дослідження серед курдів Малої Азії, 1939 року — серед качинів та шанів Бірми, 1947 року — на о. Калімантан, у 1954 та 1956 роках — на о. Цейлон. 1939—1945 роки — служба у британському війську. У 1947-1953 роках — викладає у Лондонській школі економічних та політичних наук. Від 1953 року викладає на кафедрі соціальної антропології Кембриджського університету, а від 1972 року — професор цього навчального закладу. Від 1960 року член Кінгс-коледжу, а протягом 1966—1979 років — його ректор. У 1971—1975 роках — Президент Королівського антропологічного інституту. 1975 року з рук королеви Англії отримав лицарський титул.

## Родина
1940 року Едмунд одружився з Селією Джойс — талановитою художницею. 1941 року у подружжя народилася донька, а 1946 року — син.

## Основні праці
- Political systems of highland Burma: a study of Kachin social structure (Harvard University Press, 1954).
- Pul Eliya: a village in Ceylon (Cambridge University Press, 1961).
- Rethinking anthropology (Robert Cunningham and Sons Ltd., 1961).
- A runaway world? (London: BBC, 1968).
- Genesis as myth and other essays (Jonathan Cape, 1969).
- Lévi-Strauss (Fontana Books, 1970).
- Claude Lévi-Strauss (Viking Press, 1970).
- Culture and communication: the logic by which symbols are connected (Cambridge University Press, 1976).
- Social anthropology (Oxford University Press, 1982).
- The essential Edmund Leach (Yale University Press, 2001, 2 vols.).